# Renault D22
Pour les articles homonymes, voir D22.
Le Renault D22 est un tracteur agricole construit par Renault Agriculture appartenant au type administratif R 7052.

## Généralités
Le Renault D22 est la première dénomination des tracteurs du type R 7052. Il s'inscrit dans une gamme allant de 16 à 35 chevaux avec respectivement le D16 (type R7053), D22 (type R7052), E30 (type R3051), D30 (type R7051) et D35 (type R7050).
Le D22 a été produit du 1er mars 1956 au 31 mars 1960 en 31 210 exemplaires, ce qui en fait le tracteur Renault le plus vendu devant le 651 (25 000 exemplaires).
Le D22 était un modèle phare de la gamme et reste encore aujourd'hui un modèle recherché des amateurs de vieux tracteurs pour sa fiabilité et sa facilité d'entretien.

## Règles de nommage
La première lettre correspond au type de carburant utilisé : D pour diesel et E pour essence. Les deux derniers chiffres indiquent la puissance en chevaux. Le D22 est donc un tracteur diesel de 22 chevaux.

## Caractéristiques techniques
MoteurMoteur diesel MWM type AKD 112 Z développant 22 ch à 1 700 tr/min. C'est un bicylindre refroidi par air de 1 810 cm3 de cylindrée avec un alésage de 98 mm et une course de 120 mm.
BoîteBoîte de vitesses type 292 avec 6 rapports avant et un arrière. En option, il était possible d'avoir 12 rapports AV et 2 AR avec l'ajout d'un réducteur. Le passage de rapide à lente se fait alors par une manette située du côté gauche équivalente à celle pour enclencher la prise de force située du côté droit. La 5e et 6e sont synchronisées.
Le D22 dispose d'un embrayage double effet : en appuyant à mi-course sur la pédale, la boîte de vitesses est débrayée ; en appuyant à fond, la prise de force est débrayée.
VitesseDe 2,6 à 20,9 km/h. La vitesse lente apporte un rapport de 0.25.
FreinsÀ commande mécanique (type Bendix) commandées par 2 pédales qui peuvent être accouplées. Freins tambours diamètre 203,2 mm.
Le frein de stationnement est actionnable par un cliquet qui bloque les pédales de frein.
Longueur totale3 m
LargeurLe D22 existe en version normale, étroit ou vigneron. L'empattement est réglable. Sur la version normale, la largeur hors tout peut varier de 1,57 m à 2,11 m ; sur la version vigneron, elle peut varier de 1,17 m à 1,57 m. Le type étroit est un type intermédiaire avec un corps d'essieu vigneron et de fusées de type normal permettant une variation de 1,22 m à 1,68 m.
Hauteur au volant1,54 m
Poids1 650 kg avec les pleins et les pneus lestés. 2 115 kg avec les masses d'alourdissement.
Pneus arrière10 x 28 ou 11 x 28
DiversRelevage hydraulique type Bendix et prise de force. Ces deux dispositifs ne peuvent pas être utilisés ensemble puisqu'il faut choisir l'un ou l'autre par un levier inverseur.

## Positionnement marketing et publicité
Les slogans durant sa commercialisation étaient :
- Chaque jour, 100 tracteurs sont fabriqués dans les usines Renault du Mans
- Depuis 1956, 46 000 agriculteurs ont choisi ces tracteurs
- Le meilleur service : 144 concessionnaires, 2 517 agents compétents et bien outillés
- La meilleure garantie : garantie gratuite de 6 mois, pièces et main d'œuvre

## Évolutions
Ce tracteur connaîtra plusieurs légères évolutions au fil des années. Il sera donc rebaptisé successivement en N 72, Super 3 puis Super 3D.